# Suleiman Frangieh

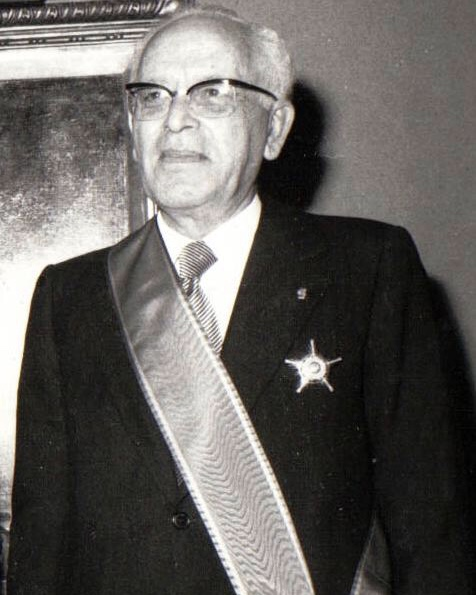
Suleiman Frangieh

Suleiman Kabalan Beik Frangieh, Familienname auch Frangié, Franjieh oder Franjiyeh geschrieben (arabisch سليمان فرنجية Sulaiman Farandschiya; * 15. Juni 1910 in Zgharta; † 23. Juli 1992 in Beirut), war Präsident des Libanon von 1970 bis 1976. In seine Präsidentschaft fiel der Beginn des Libanesischen Bürgerkriegs, der von 1975 bis 1990 dauerte, sowie der militärischen Besetzung durch Syrien, die bis 2005 andauerte.

## Leben

### Ausbildung und frühe Karriere
Suleiman Frangieh war der zweite Sohn von Kabalan Suleiman Frangieh, der Mitglied des Parlaments war und seiner Frau Lamia Raffoul. Sein Großvater Kabalan Frangieh war ein Distrikt-Statthalter. Sein Bruder Hamid Frangieh war Abgeordneter für Zgharta. Frangieh besuchte die De-La-Salle-Schule in Tripoli, die Saint-Joseph-Schule in Zgharta und das lazaristische Grand Collège von Aintoura in Kisrwan, bevor er einen Abschluss an der jesuitischen Universität von Beirut machte. Danach widmete er sich der Leitung eines Import- und Export-Unternehmens.
Suleiman Frangieh war 1957 kurzfristig mit einer Verhaftung bedroht, nachdem er des Mordes an 24 Mitgliedern eines verfeindeten Familienclans  beschuldigt worden war, die bei einem Schusswechsel bei einer Beerdigung starben. Er floh nach Syrien und machte Bekanntschaft mit Hafiz al-Assad, der später syrischer Präsident wurde. Die Anklagen gegen ihn wurden allerdings bald fallengelassen und nach dem Rückzug seines gesundheitlich angeschlagenen Bruders Hamid Frangieh aus der Politik im Jahre 1957 kehrte Suleiman Frangieh 1960 in den Libanon zurück und folgte ihm als Mitglied der Nationalversammlung für Zgharta nach. Er wurde 1964 und 1968 wiedergewählt. Während dieses Jahrzehnts hatte er eine Reihe von Ministerämtern inne; er war Minister für Post, Telegraphie und Telefon, Landwirtschaft, Innenminister, Justizminister, Wirtschaftsminister und Minister für öffentliche Arbeiten.

### Präsidentschaftswahlen 1970
In der knappsten und möglicherweise kontroversesten Präsidentschaftswahl in der Geschichte des Libanon wählte die Nationalversammlung am 17. August 1970 Frangieh zum Präsidenten. Er verdankt seinen Sieg über seinen späteren Nachfolger Elias Sarkis einer Meinungsänderung Kamal Dschumblats in letzter Minute. Als ein Kompromisskandidat erhielt Frangieh Unterstützung von sowohl den linken als auch den rechten der religiösen Gruppierungen; dabei waren sich seine Anhänger wenig einig, außer sein Versprechen zu unterstützen, das halbfeudale System beizubehalten, das Macht in den Händen lokaler Clan-Führer, sogenannter Zaʿīms, konzentrierte, ein System, das durch die schihabistischen Reformen der vorherigen Präsidenten Fuad Schihab (1958–1964) und Charles Hélou (1964–1970) untergraben worden war. Sarkis wollte dies weiter fortsetzen. Frangiehs Sieg ist auch der Tatsache zu verdanken, dass nach dem dritten Wahlgang bei einer Stimmengleichheit von 49:49 Bewaffnete, die von seinem Sohn Tony Frangieh angeführt wurden, in das Parlamentsgebäude eindrangen und den Parlamentssprecher zwangen, entgegen den Gepflogenheiten seine casting vote zugunsten Frangiehs zu verwenden.

### Bürgerkriegsjahre
Als der libanesische Bürgerkrieg begann, unterhielt Frangieh eine Miliz, die Marada-Brigade, die dem Kommando seines Sohnes Tony unterstand. Anfangs war er an der Libanesischen Front beteiligt, einer zumeist christlichen Koalition politischer und militärischer Führer vom rechten Flügel, aber früh im Jahr 1978 brach er mit ihnen wegen ihrer Zusammenarbeit mit Israel und seiner eigenen pro-syrischen Neigungen. Im Juni 1978 wurde Tony zusammen mit seiner Frau und der kleinen Tochter durch Bewaffnete der Phalange-Miliz getötet. Frangieh schwor Rache und nach ein paar Monaten wurde die Tochter von Bachir Gemayel, dem man nachredete, den Befehl zu der Tötung gegeben zu haben, und 1982 Gemayel selbst bei einem Anschlag getötet.
Frangieh blieb ein Verbündeter Syriens. Er machte 1988 einen Comeback-Versuch, aber die Nationalversammlung, obwohl seine Wahl sicher war, verfehlte aufgrund eines Boykotts einiger christlicher Parlamentarier, der von den Forces Libanaises erzwungen worden war, die Beschlussfähigkeit. Frangieh starb am 23. Juli 1992, zwei Jahre nach Ende des Bürgerkriegs.

### Privates
Frangieh hatte fünf Kinder mit seiner in Ägypten geborenen Frau Iris Handaly. Nach dem Tod seines Bruders Hamid im Jahre 1981 folgte Suleiman ihm als Kopf des maronitischen Frangieh-Clans nach. Sein Enkel Suleiman Frangieh II. war Innenminister von 2004 bis 2005 und war ein möglicher Kandidat in der Nachfolge von Émile Lahoud im Jahre 2007.